# Hexagrammoidei
Ce taxon est aujourd'hui obsolète. Dénomination actuelle : Hexagrammidae.
Sous-ordre
Les Hexagrammoidei sont un sous-ordre de poissons téléostéens marins désormais obsolète.

## Systématique
Le WoRMS considère ce sous-ordre comme invalide depuis qu'il a été dégradé au rang de famille sous le taxon Hexagrammidae Jordan, 1888. En tant que sous-ordre, il n'avait pas de citation d'auteurs.